# Necropola de la Apahida
Necropola de la Apahida este un sit arheologic situat în Apahida, România. Două morminte au fost descoperite aici, și un al treilea ar putea fi existat.
Unul din morminte a fost descoperit în 1889, iar artefactele acestuia se află astăzi în Budapesta.
Cel de-al doilea a fost descoperit în 1968, la 300 m distanță față de primul, în timpul săpăturilor pentru instalarea unor stâlpi din beton. Mormântul și inventarul lui sunt expuse acum la Muzeul Național de Istorie a României. Cel de-al doilea mormânt datează  din circa 475 d. Hr. și a fost, probabil, mormântul unui rege gepid, pe baza inscripției de pe un inel de aur: Om(a)harus.

## Tezaurul

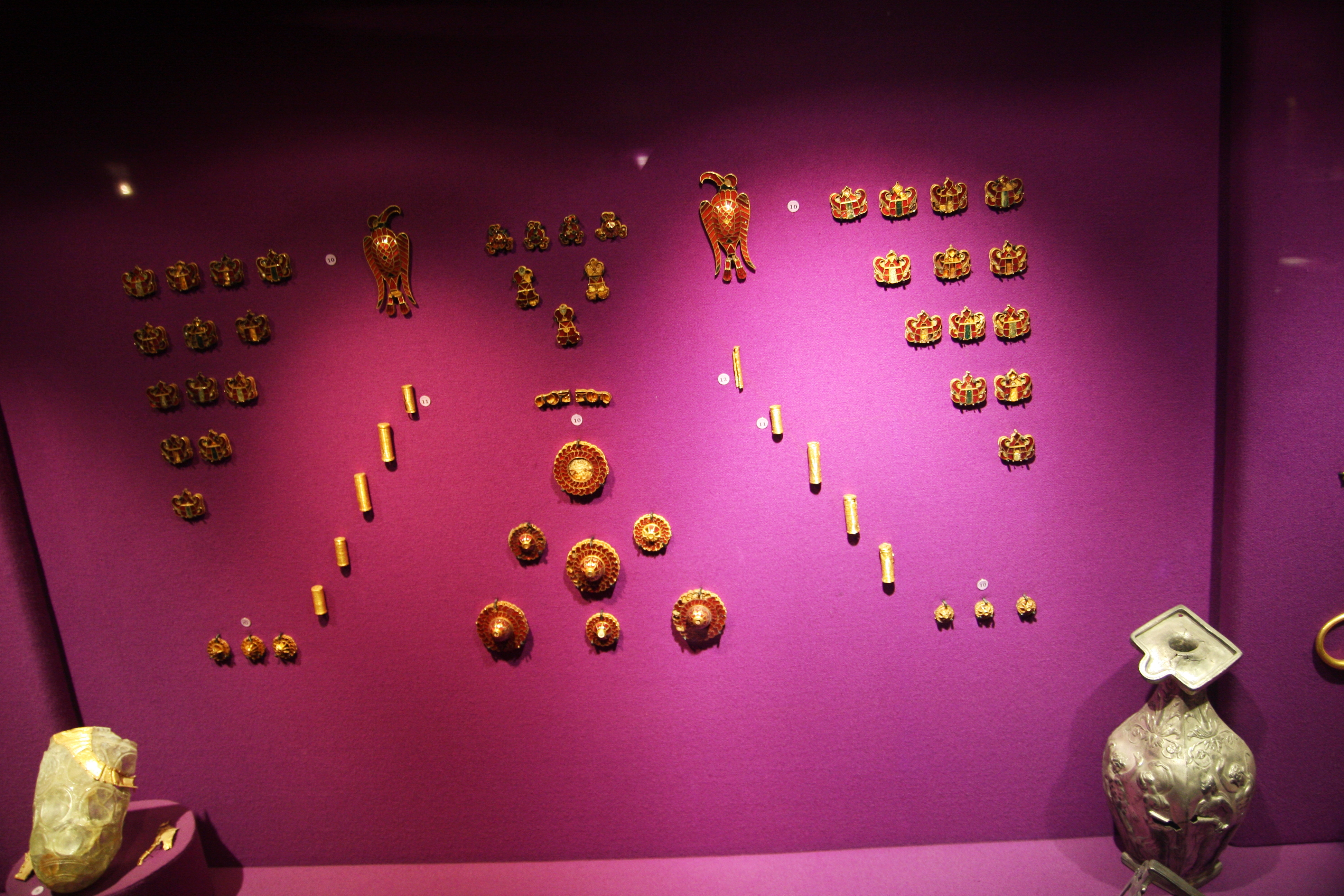
Tezaurul expus în Muzeul Național de Istorie a României

La Apahida, în apropiere de Cluj, au fost găsite în 1889, 1968 și respectiv în 1979 trei morminte princiare atribuite gepizilor. Situat pe malul drept al râului Someșul Mic și aproape de fostul drum roman care a creat legătura dintre între Napoca și tabere militare de pe râul Someș (Gherla, Cășeiu, Ilișua), mormintele ocupă o suprafață nu mai mare de 500 m2.

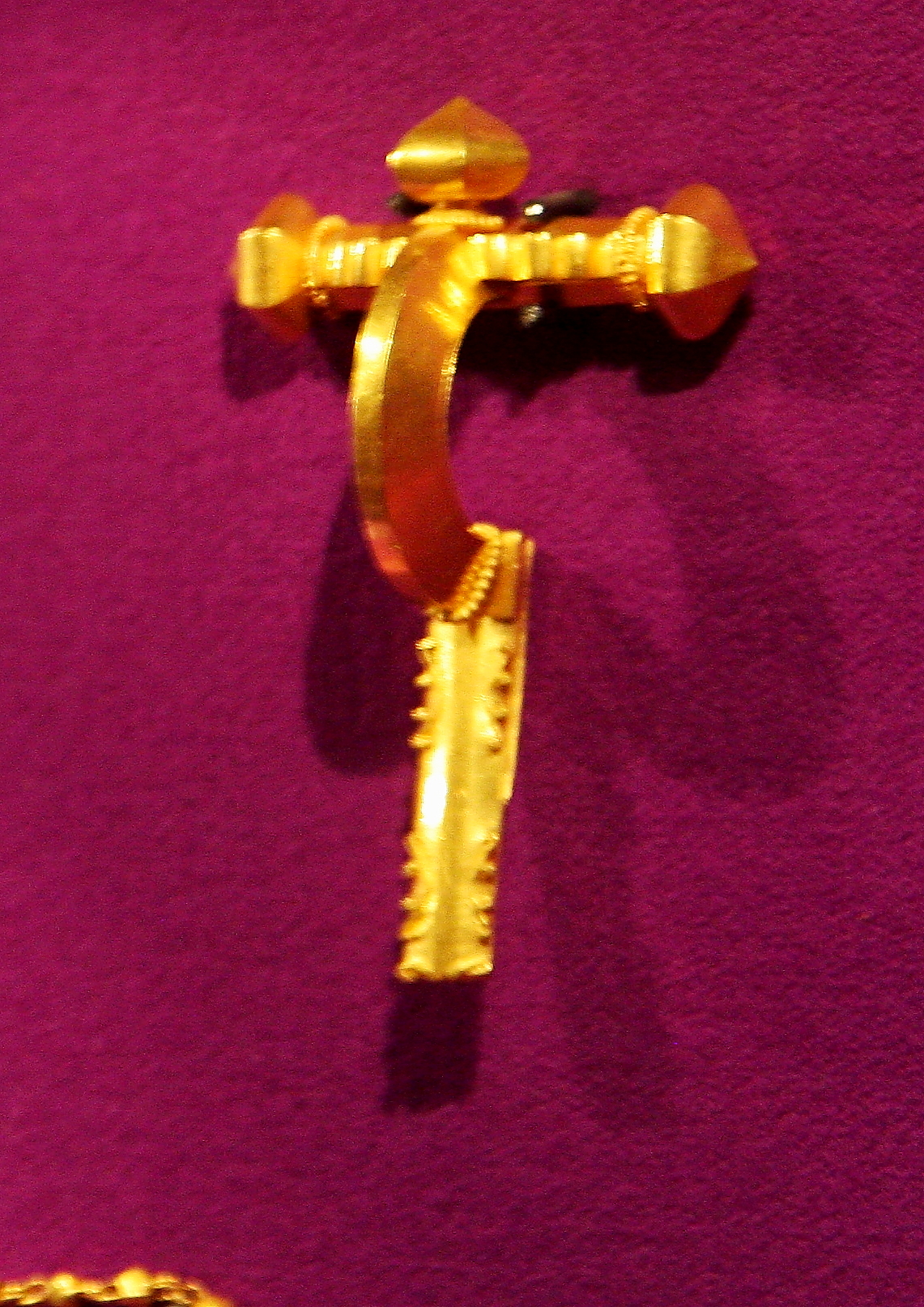
Fibulă din tezaur

Descoperirea primului mormânt în 1889 a fost făcută în timp ce se exploata pietriș din zona vecină Apahidei. Unele dintre artefacte au fost recuperate de muzeul Muzeul Național de Istorie a Transilvaniei, cu ajutorul lui Henrik Finály, și alte două piese (un inel sigilar cu monogramă și un pandantiv cu clopoțel) au fost achiziționate de Muzeul Național Maghiar pe piața de antichități în anul 1897. Din inventarul mormântului s-au păstrat mai multe obiecte de aur, o broșă cruciformă cu butoni în formă de ceapă, o brățară cu capetele evazate, trei inele, două catareme, cinci pandantive cu clopoței, două căni de argint, o bandă de aur și mai multe aplici, probabil, folosite pentru a decora sau a repara vase.
Descoperirea celui de-al doilea mormânt a fost făcută, de asemenea, din întâmplare, în octombrie 1968, în momentul săpării unei fundații pentru un turn de transmisie. Piese de aur cu o greutate totală de cca. 900 g au fost găsite; din acestea autoritățile au recuperat doar 800 g. Când descoperirea a devenit publică în februarie, restul cantității a fost probabil topită și folosită pentru realizarea unor bijuterii moderne. În timpul săpăturilor, partea superioară a mormântului a fost distrusă, lăsând doar partea inferioară a acestuia pentru a fi studiate de arheologi. Artefactele recuperate de echipa condusă de Kurt Horedt au fost duse la Muzeul Național de Istorie a Transilvaniei din Cluj, iar mai apoi au fost transferate la București, în timpul înființării în 1971 a Muzeului Național de Istorie a României.
În 1979 un copil de 6 ani a descoperit o mare cataramă de aur în pământul excavat în timpul construcției sediului central al poștei. Catarama este singura piesă păstrată din al treilea mormânt. Piesa a fost preluată în anul 1980 de către Banca Națională a României, iar în 2002 a fost transferată la Muzeul Național de Istorie.

## Galerie

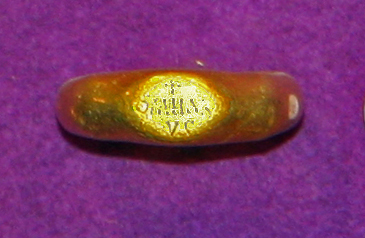
Inel de aur al Regelui Om(a)harus
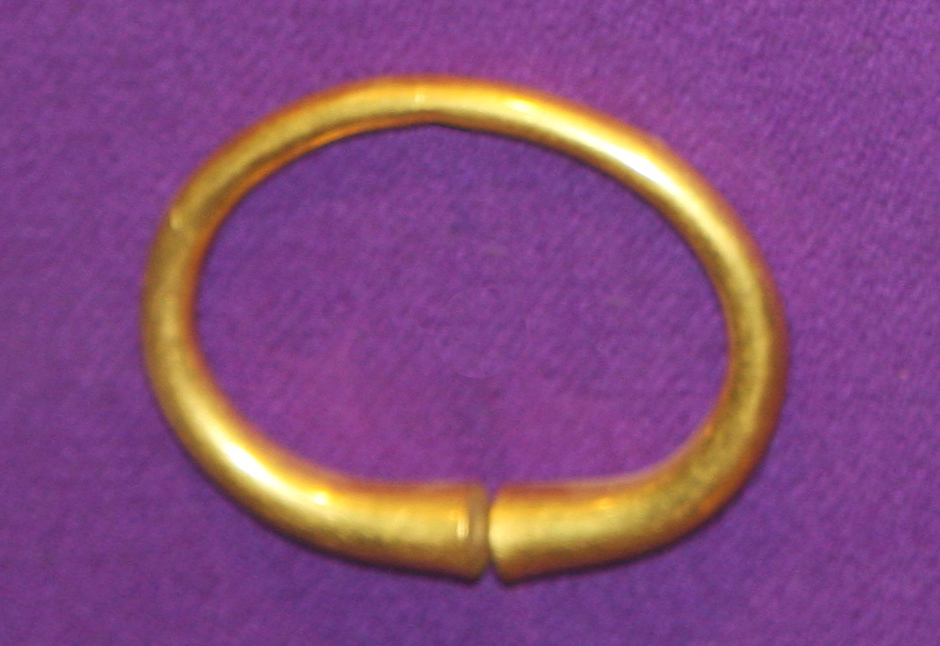
Brățară cu capetele evazate
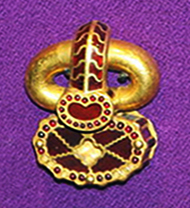
Cataramă
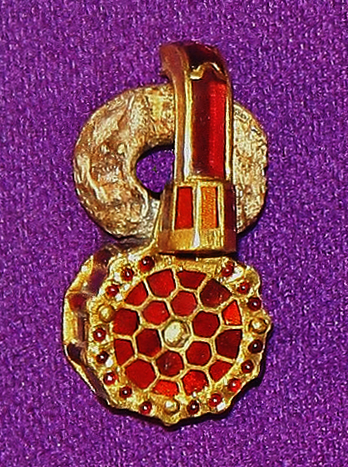
Cataramă
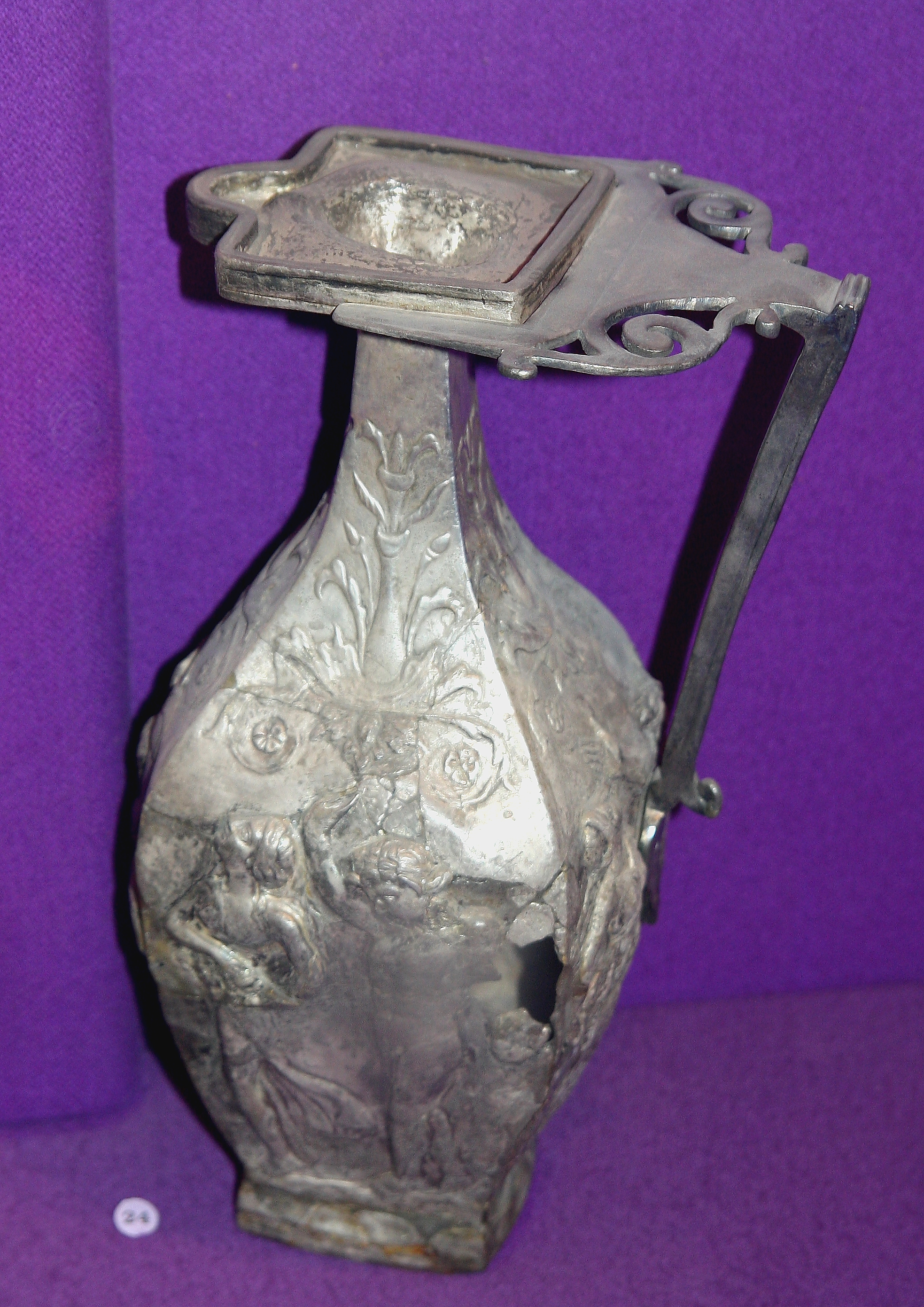
Vas de bronz din mormântul lui Om(a)harus

## Vezi și
- România în Evul mediu Timpuriu